# Caso de violación en grupo de Eilat en 2020
El caso de violación en grupo de Eilat fue un acto de violación en grupo perpetrado por un grupo de 11 jóvenes contra una chica de 16 años aprovechando su estado de embriaguez.
La violación ocurrió el 12 de agosto de 2020 en el Red Sea Hotel (Malon HaYam HaAdom; מלון הים האדום) en Eilat, Israel.
El caso recibió numerosas reacciones en las redes sociales y los medios de comunicación tras la hipótesis inicial, incorrecta, de que el acto fue realizado por 30 hombres, y posteriormente provocó una ola de manifestaciones nacionales.

## Secuencia de eventos

### 12 de agosto
Según la acusación, el 12 de agosto de 2020 por la tarde, la joven de 16 años llegó con dos amigas al Red Sea Hotel en Eilat y estaban en la piscina junto con conocidos de una de las amigas de la joven, mientras que en ese mismo momento en la piscina estaban los acusados N.º 1 (Ilizir Meirov) y N.º 2 (Issy Rafilov) de la posterior violación. El acusado N.º 2, que sabía que la joven tenía 16 años, le ofreció salir con él por diversión y la chica se negó. Posteriormente, la joven y las amigas subieron a la habitación de los conocidos en el segundo piso del hotel, donde bebieron alcohol hasta llegar a un estado de embriaguez.
La joven fue a lavarse la cara a un lugar limpio, ya que la habitación en la que se hospedaba estaba sucia. De acuerdo con la documentación de las cámaras de seguridad, un grupo comenzó a congregarse alrededor de la joven que se tambaleaba acompañada por su amiga y tropezaba en el pasillo, entonces llegaron los acusados N.º 1 y N.º 2, los cuáles se presentaron como médicos y dijeron que podían ayudarla. Los acusados llevaron a la chica de 16 años a la habitación 216 (designada solo para conductores de autobuses Egged), la cual estaban ocupando ilegalmente. Ahí, los acusados N.º 1 y 2 de violación y otros dos jóvenes de 17 años cometieron delitos sexuales uno tras otro con la menor durante aproximadamente una hora, a veces juntos, ignorando completamente el sufrimiento de la menor, hasta que su amiga le pidió al acusado N.º 3 sacar a la víctima de la habitación, ya que se dio cuenta de que había alguien desnudo allí dentro, y este la sacó.

### Después del 12 de agosto
Aproximadamente dos días después del incidente, se enviaron mensajes desde el teléfono móvil de Issy Rafilov (acusado N.º 2 de la violación) a la joven, describiendo lo sucedido la víspera del incidente, indicando que el incidente estaba grabado y había vídeos. En este punto, la chica se dio cuenta de que había sido violada por muchos participantes y decidió presentar una denuncia ante la policía.

## Investigación policial
Tras la presentación de la denuncia, la Policía del Distrito Meridional de Israel formó un equipo especial de investigación, encabezado por el Superintendente Adjunto Doron Aloni, que incluyó a 20 investigadores y otros profesionales. Durante la investigación del caso, la directora del Red Sea Hotel también fue arrestada bajo sospecha de no prevenir un delito, y finalmente se decidió que no sería culpable.
El 2 de septiembre de 2020, se presentó una acusación contra 11 personas involucradas en la violación.

## Acusados de la violación
- Acusados principales de la violación - Ilizir Meirov (27 años); Issy Rafilov (28 años).
- Acusados de violación con circunstancias agravantes - Gemelos de 17 años de un Yishuv del sur.
- Resto de los acusados - Osher Shlomo (19 años) fue acusado de actos indecentes y falta de prevención del delito; 3 menores están acusados de complicidad en la violación, 2 más acusados de actos indecentes y 1 de solicitud de actos indecentes.

## Cobertura en medios y redes sociales
El 19 de agosto de 2020 se iniciaron reportajes y publicaciones en los medios de comunicación y las redes sociales sobre la sospecha de la violación de una chica de 16 años en un hotel de Eilat por 30 hombres, cifra que finalmente resultó ser incorrecta, y se originó en el testimonio inicial de uno de los principales acusados de la violación, Ilizir Meirov, con el objetivo de imponer la culpa de violación a otros hombres. En esas publicaciones, así como en muchos artículos de opinión en las redes sociales y en los medios de comunicación en los días posteriores al incidente, enfatizaron la gran cantidad de hombres (30) que tomaron parte activa en la violación, y el motivo de "hacer cola" que resultó estar equivocado.

## Reacciones
- El Municipio de Tel Aviv quitó el mural del artista Rami Meiri de la Playa Metzitzim, en el cual aparecen dos jóvenes échandole un vistazo a los vestidores femeninos.[9] Incluso antes de que se borrara la pintura, se pintaron grafitis con el término "Cultura de la violación".
- Varios presentadores de radio y televisión, incluidos Yaron Ilan, Así Lavie y Moti Francias, decidieron publicar contra los mensajes transmitidos en varias canciones israelíes populares, como "Kubiot" (Static y Ben-El Tavori) y "Rak Banot" ("Only Girls") (Itay Levi y Stephane Legar). La cantante y compositora Narkis escribió en su página de Facebook: "Dejen de tratarnos como objetos... 'Chicas calientes como galletas'? Hablan en serio? Acaso ese es su mensaje candente? 'Pedí un chef y entrecot' / 'Botellas en cantidades' / 'Aquí no habrá amigos' / 'Hermano, solo pedí chicas'... Cuál es el mensaje aquí? ... Se puede escribir sobre amor y pasión sin reducirnos a nosotros mismos. Dejen de subir contenido al borde del porno que transmite un mensaje maldito a las chicas, que no son lo suficiente como son para ser parte de una fantasía irreal, que al final, 30 hombres acaban violando a una mujer".